# Achladochóri (ort i Grekland, Nomós Péllis)
Achladochóri är en ort i Grekland.   Den ligger i prefekturen Nomós Péllis och regionen Mellersta Makedonien, i den norra delen av landet, 300 km norr om huvudstaden Aten. Achladochóri ligger 62 meter över havet och antalet invånare är 501.
Terrängen runt Achladochóri är varierad. Runt Achladochóri är det ganska tätbefolkat, med 120 invånare per kvadratkilometer. Närmaste större samhälle är Giannitsá, 7,4 km sydost om Achladochóri. Trakten runt Achladochóri består till största delen av jordbruksmark.